# Chloroclystis nanula
Chloroclystis nanula là một loài bướm đêm trong họ Geometridae.